# Pascal Lemeland
Pascal Jean Joseph Lemeland est né le 30 juillet 1922 à Quettehou (Manche) et décédé le 8 mars 1944 à Alliéze (Jura) est un résistant français.
Héros de la résistance française, volontaire du maquis du Jura, il a été fusillé et brûlé le 8 mars 1944 par l'armée allemande dans le Jura.
On peut voir son nom sur les monuments suivants : cimetière d'Huberville (Manche) , à Quettehou (Manche), à Saint-Lô (Manche) et un autre à Alliéze (Jura), là où il a trouvé la mort.

## Source
- Guillaume Lecadet, Le Versailles Normand aux heures tragiques[réf. incomplète]
- MémorialGenWeb